# Percefleur masqué
Diglossa cyanea
Espèce
Synonymes
- Diglossopis cyanea (protonyme)

Statut de conservation UICN

 LC  : Préoccupation mineure
Le Percefleur masqué (Diglossa cyanea) est une espèce de passereau appartenant à la famille des Thraupidae.
Cet oiseau fréquente la moitié nord de la cordillère des Andes.